# 將軍澳南

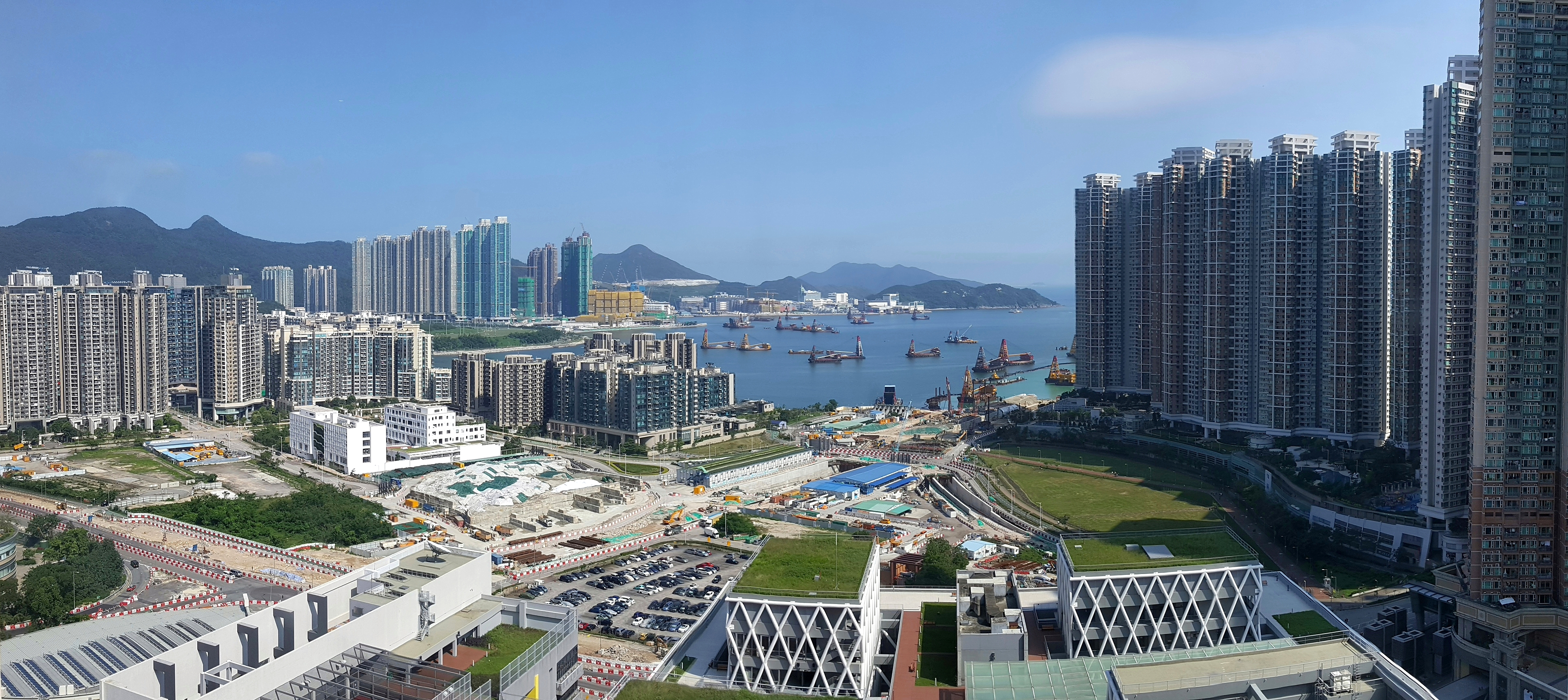
將軍澳南全景（2019年）

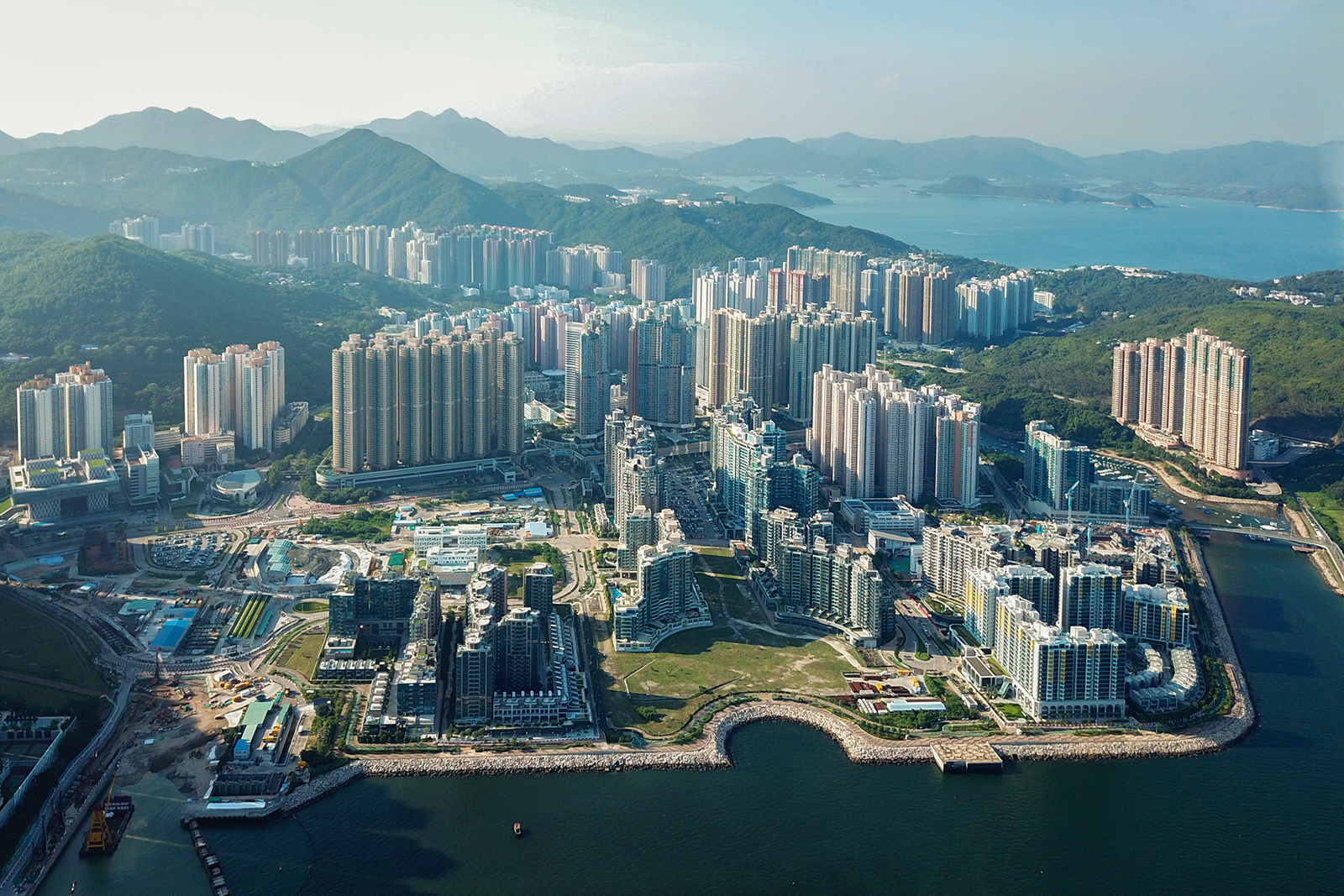
將軍澳南全景（2018年）

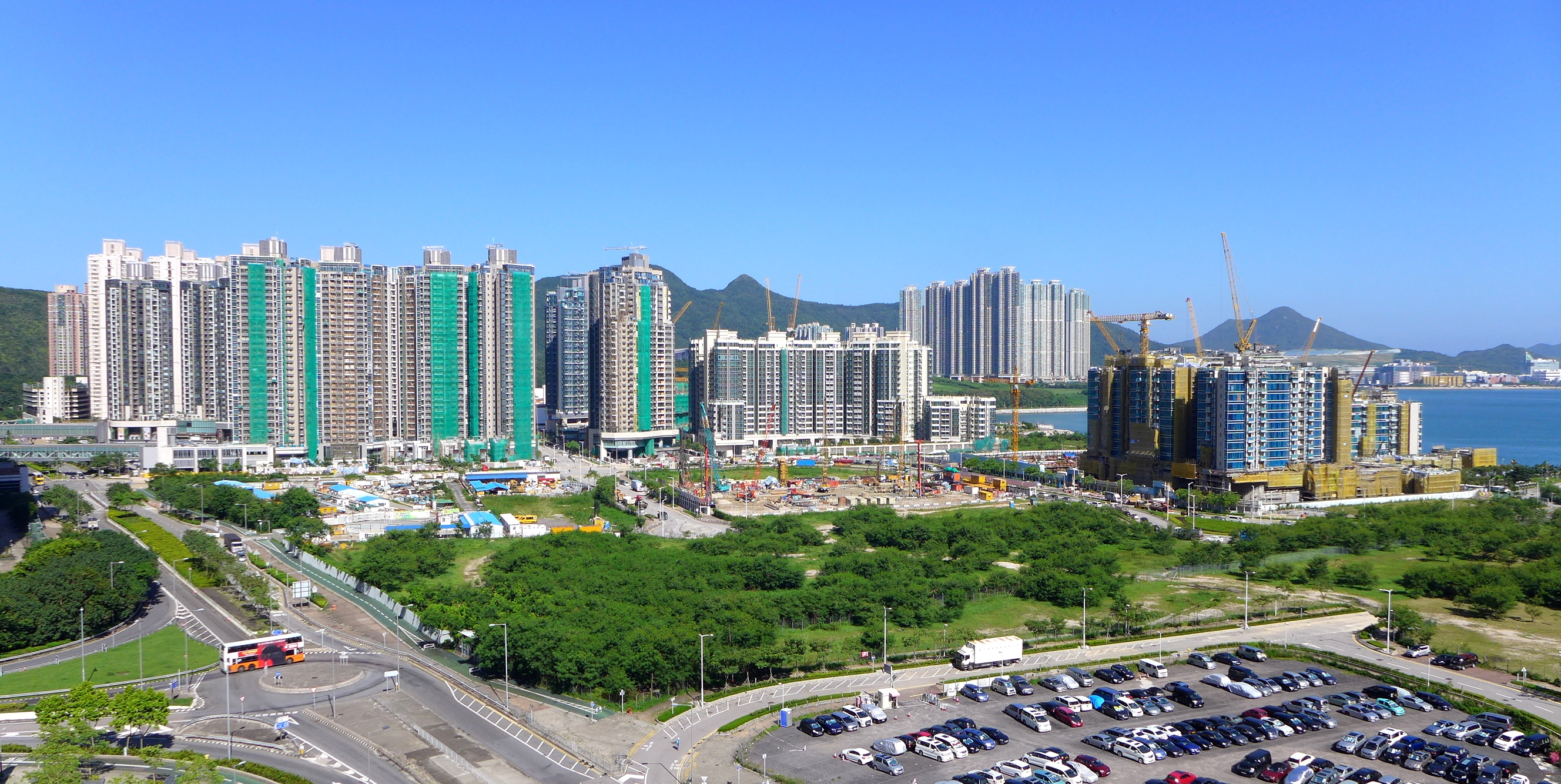
將軍澳南全景（2016年）

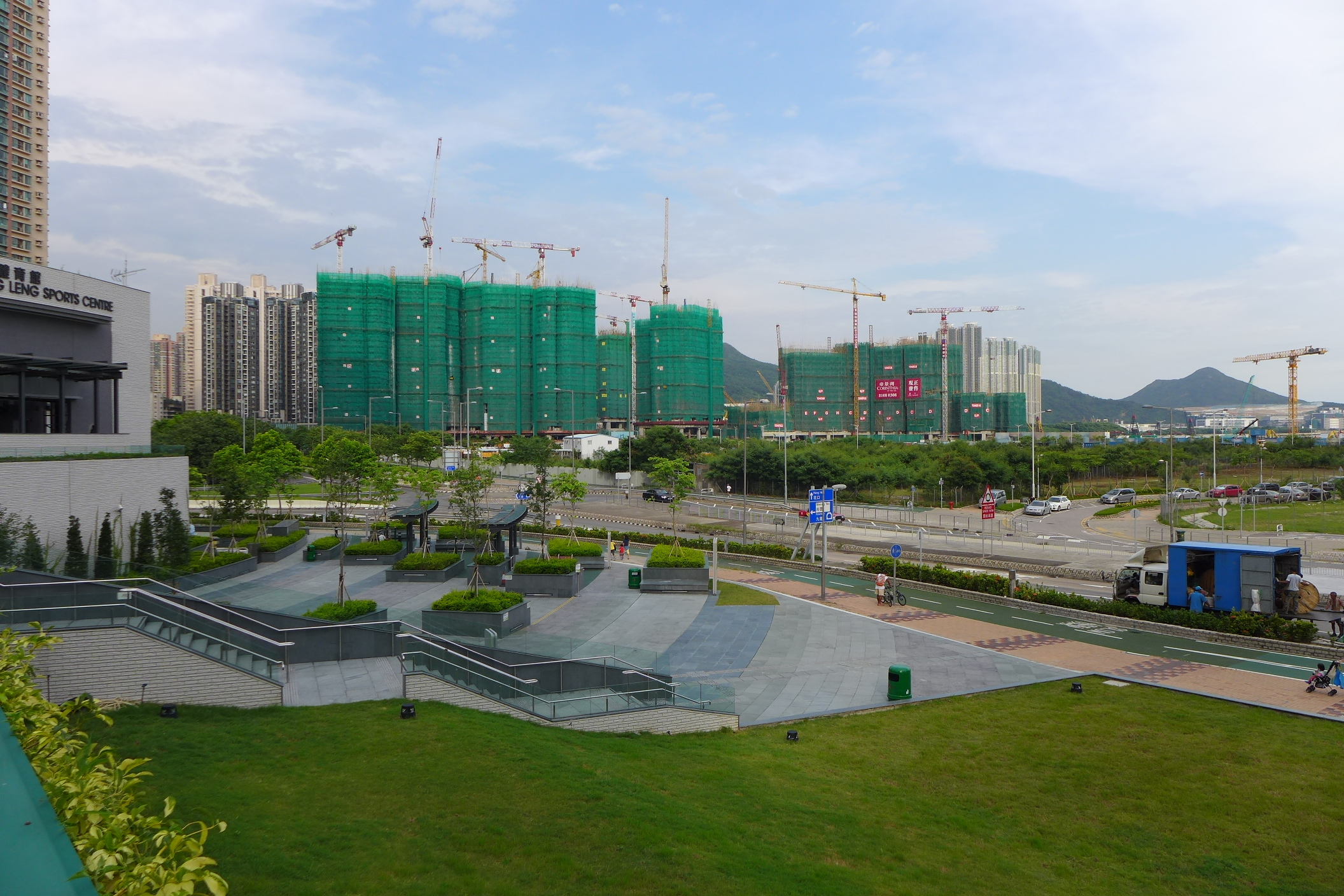
將軍澳南全景（2015年）

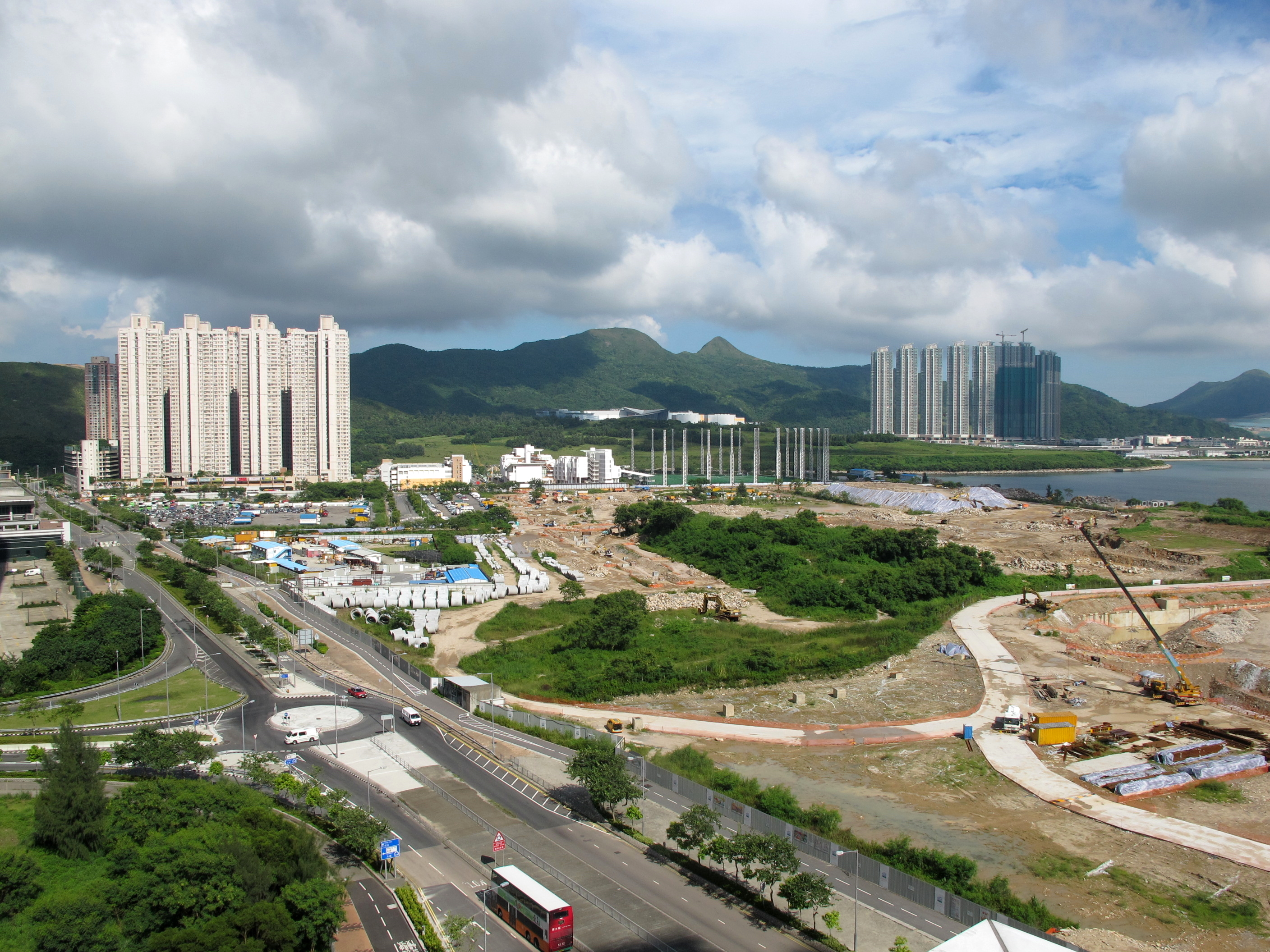
將軍澳南全景（2010年）

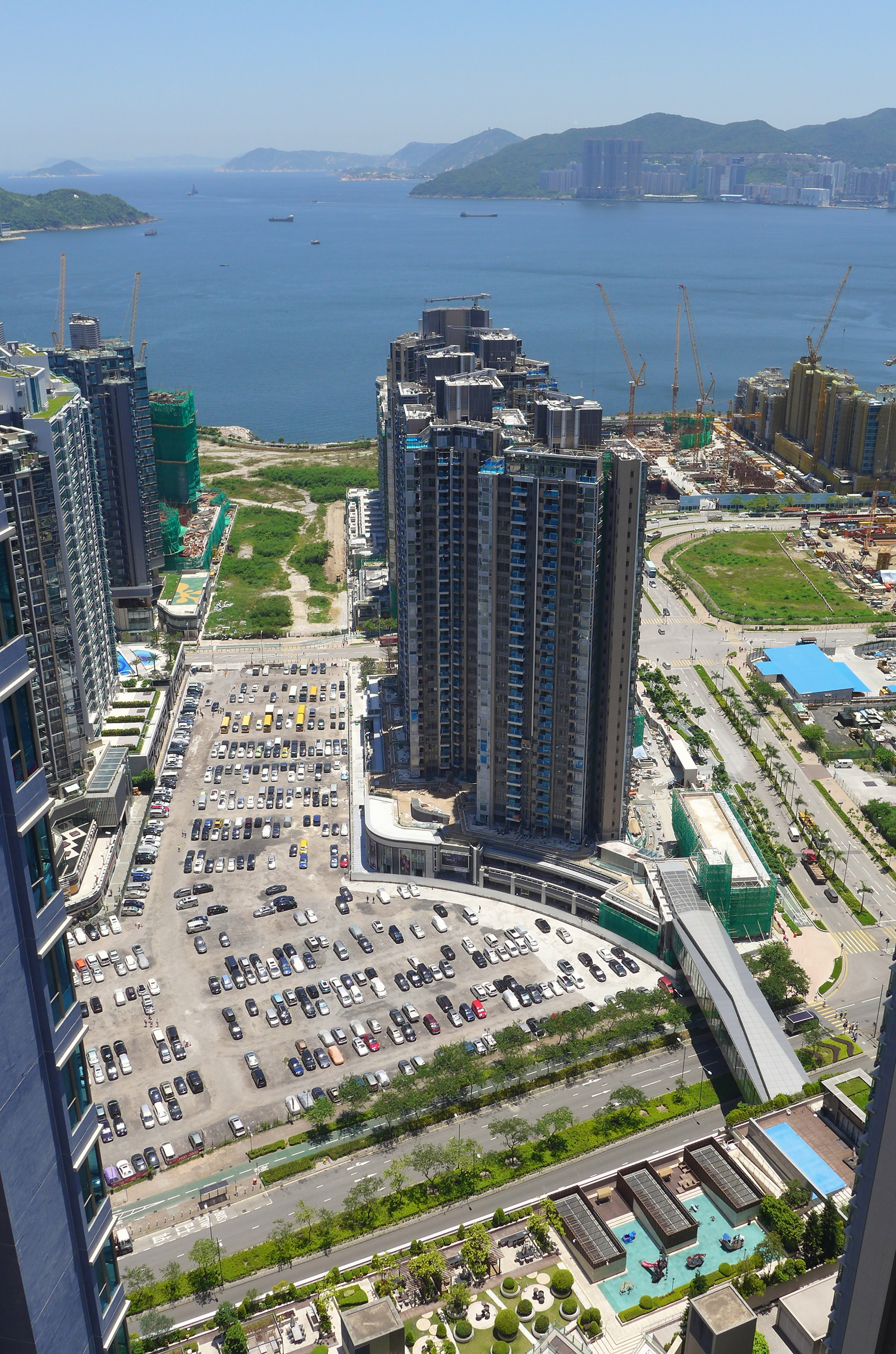
將軍澳南中央大道現時仍是停車場

將軍澳南（英語：Tseung Kwan O South），簡稱「將南」或「澳南」，狹義是指香港新界將軍澳市中心的一部分，位置在其南部，以中、低密度私人住宅為主，是新市鎮最新的發展區；廣義則是將軍澳新市鎮南部的簡稱。現時泛指位於將軍澳市中心南部地方。

## 範圍
「將軍澳南」一般指寶邑路以南，即將藍公路以東的新填海地。東面為百勝角，南面為藍塘海峽，西面為調景嶺，北面為將軍澳市中心核心。早年香港政府規劃署將此填海地分別劃為將軍澳「65」、「66」、「67」及「68」四個規劃區。
而廣義而言則是將軍澳新市鎮第二及三期，即寶琳路以外的將軍澳新市鎮範圍，包括調景嶺至日出康城一帶，屬西貢區民政事務處設有將軍澳南分區委員會服務範圍。

## 歷史
在將軍澳南發展計劃展開之前，此區域所在的用地於1991年起已開始進行填海工程。當中，東部用地曾為西區海底隧道沉管鑄造工場的選址之一，但最後改於石澳石礦場鑄造。
直至2000年，此項發展計劃正式展開，初期規劃為高密度住宅區，當時唯一已落成的住宅為寶盈花園，其後因被批評密度過高而重新規劃為發展低、中密度住宅。到2005年，政府順應大眾要求，物業地積比率會由原來的6.5倍，降至2至5倍，發展高度以階梯式向海旁遞減，住宅項目圍繞政府設施、中央大道、市鎮公園及將軍澳南海濱長廊而建。預計居住人口，由原來的13.1萬人減至9.8萬人。到2012年11月，政府為增加私人住宅供應，放寬將軍澳南4幅住宅地發展密度，將地積比率提高0.3至0.4倍，令該批地皮單位供應共增433伙。

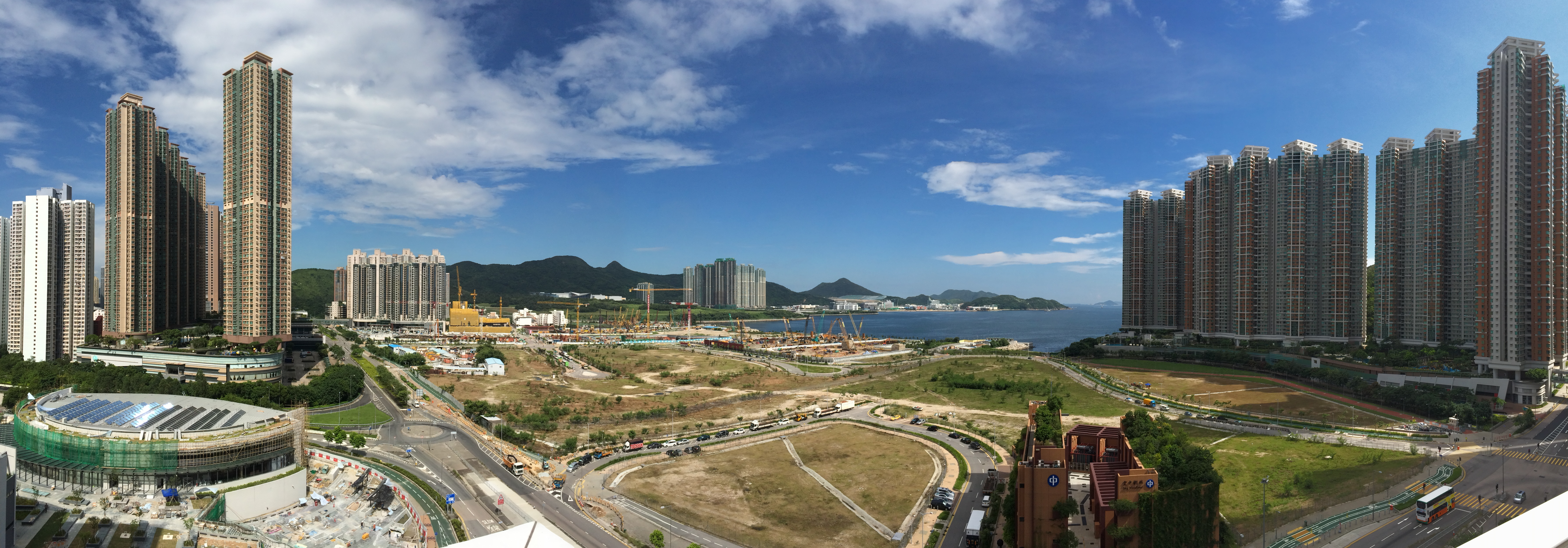
將軍澳南全景（2014年）

## 規劃
將軍澳南的中央大道為該區焦點所在，由將軍澳站向南伸延至新海旁的將軍澳海濱公園，兩邊將有露天茶座和服裝商店零售設施。不過現時仍然是臨時停車場，原預計2019年內收回用地動工，2021年竣工。目前該區行人路亦建有單車徑，沿將軍澳海濱公園連接至日出康城一帶。

## 住宅

### 私人住宅
該處的私人住宅土地由2010年2月至2013年7月，已先後售出，最終為庫房帶來接近293億元賣地收入，合共提供7803個單位。1595個住客車位，現時地皮由6個發展商瓜分，會德豐及新鴻基地產各佔4幅，其餘包括華懋集團、信和置業、嘉華國際及麗新財團。其中以麗新財團於2012年11月投得的臨海地皮，每方呎樓面地價4,929元最貴，並刷新區內地價紀錄，成為將軍澳新地王。
- 天晉II，IIIA，IIIB及海天晉
  - 天晉II，單位784個
  - 天晉IIIA，單位960個
  - 天晉IIIB，單位329個
  - 海天晉，單位628個

- 澳南 O'South
  - The Parkside，單位591個
  - CAPRI，單位428個
  - SAVANNAH，單位804個
  - MONTEREY，單位926個
- 嘉悅，單位372個
- 帝景灣，單位536個
- 海翩滙，單位840個
- 藍塘傲，單位605個

### 公營房屋
- 居屋寶盈花園（2001年落成）
- 公屋怡明邨（2014年落成）
- 房署居屋雍明苑（2020年落成）

合共提供6654個公營房屋單位。

## 購物

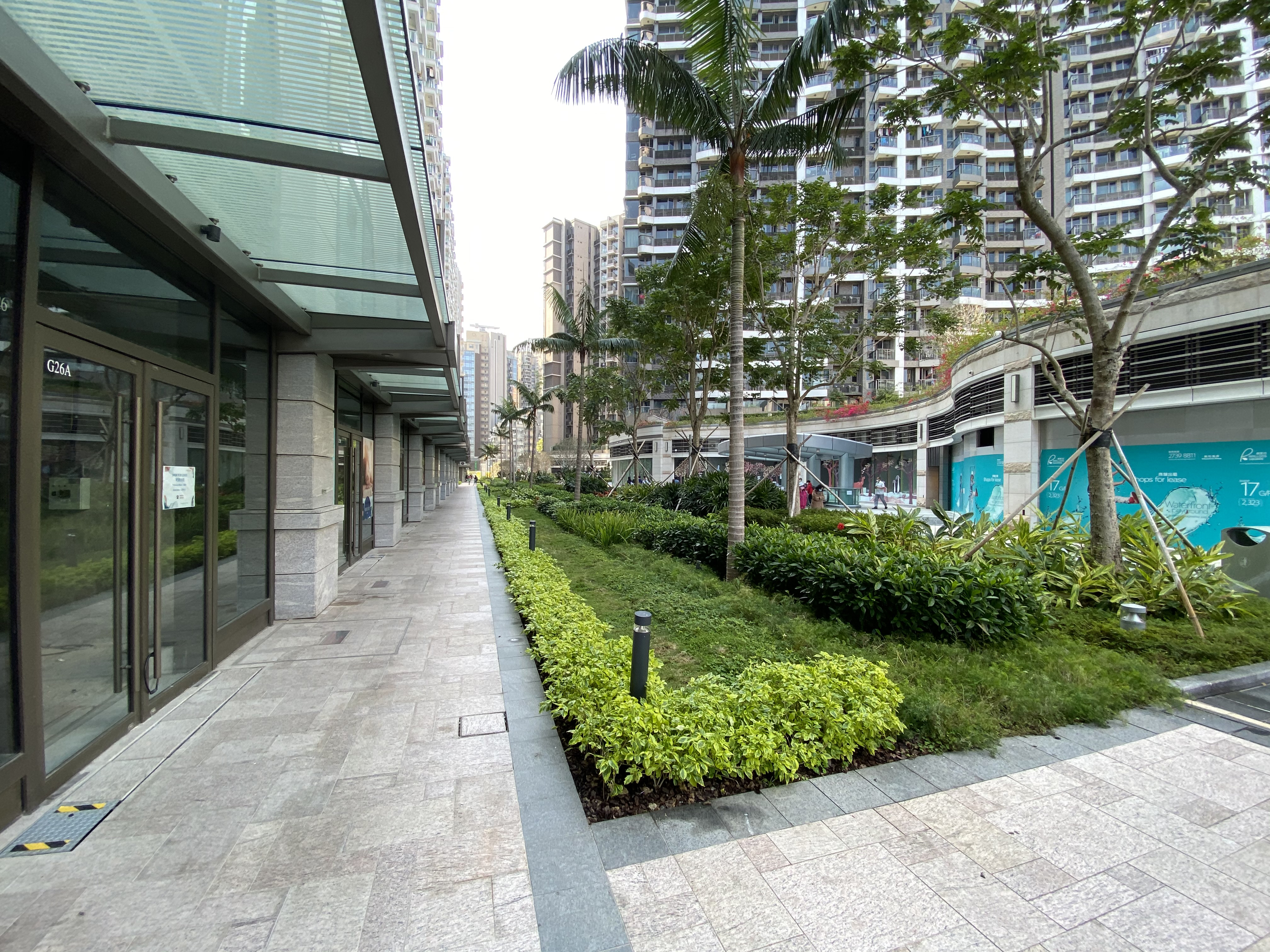
MONTEREY Place外的步行空間

該處的私人住宅基座設以街舖為主的商場，戶外擬打造成露天茶座。但落成後大部分商場租戶以教育中心、地產代理、診所及幼稚園為主，只有翩匯坊，藍塘傲和MONTEREY Place才有特色餐廳和商店。
- PopWalk（天晉滙）- 合共約24萬平方呎
  - PopWalk（天晉滙）
  - PopWalk 2（天晉滙 2）
  - PopWalk 3（天晉滙 3）
  - Ocean PopWalk（海天晉滙）
- O'South Coast 澳南海岸
  - MONTEREY Place - 約14萬平方呎
  - SAVANNAH Place - 約3萬平方呎
  - CAPRI Place- 約2萬平方呎
- Parkside Mall - 約4.2萬平方呎
- 嘉悅基座商場 - 約2萬平方呎
- 帝景灣商場 - 約8萬平方呎
- 翩匯坊 - 約14萬平方呎
- 藍塘傲商場 - 約11.4萬平方呎
- 雍明商場

## 康樂設施
- 將軍澳海濱公園

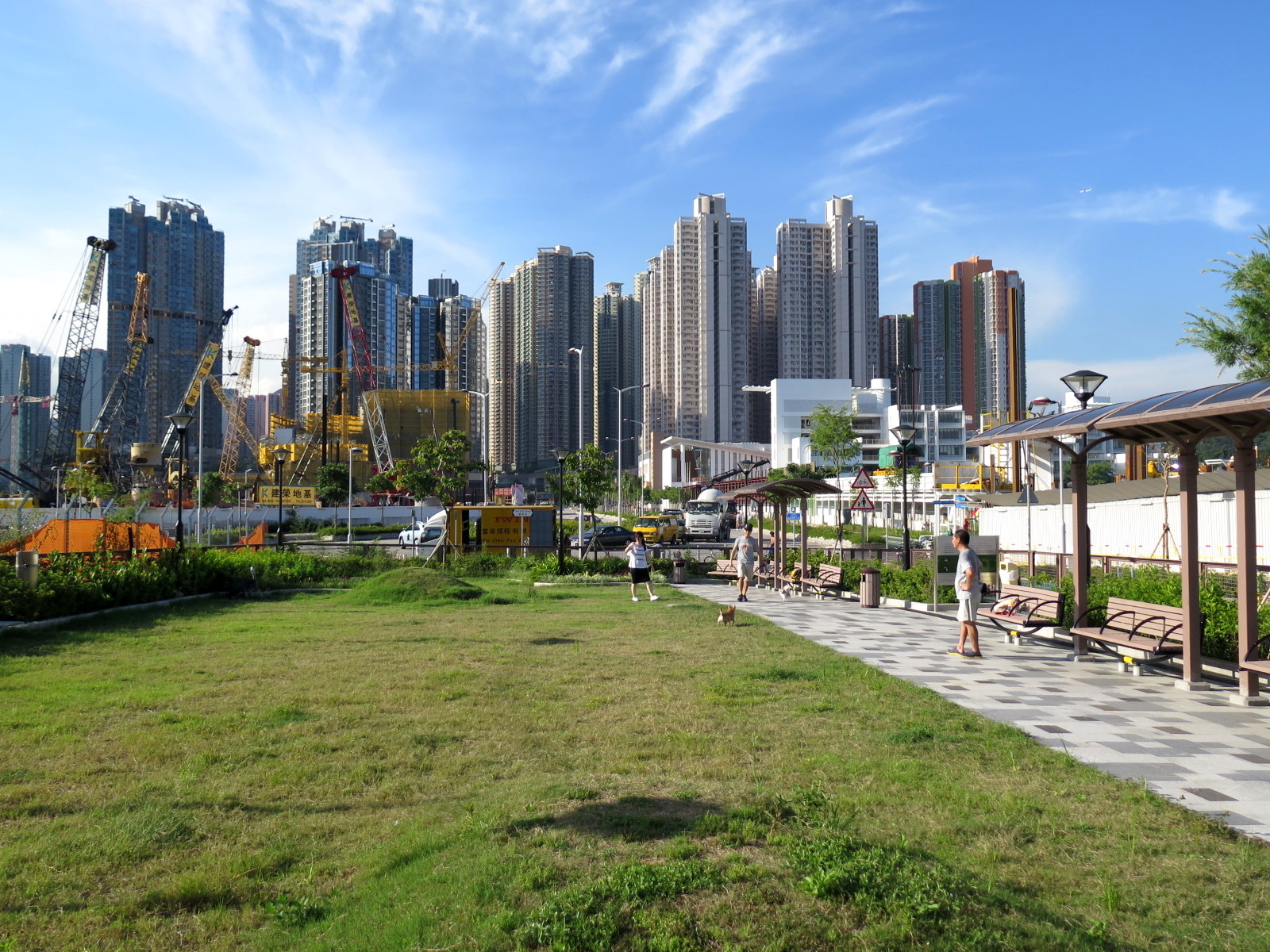
將軍澳海濱公園內的寵物公園

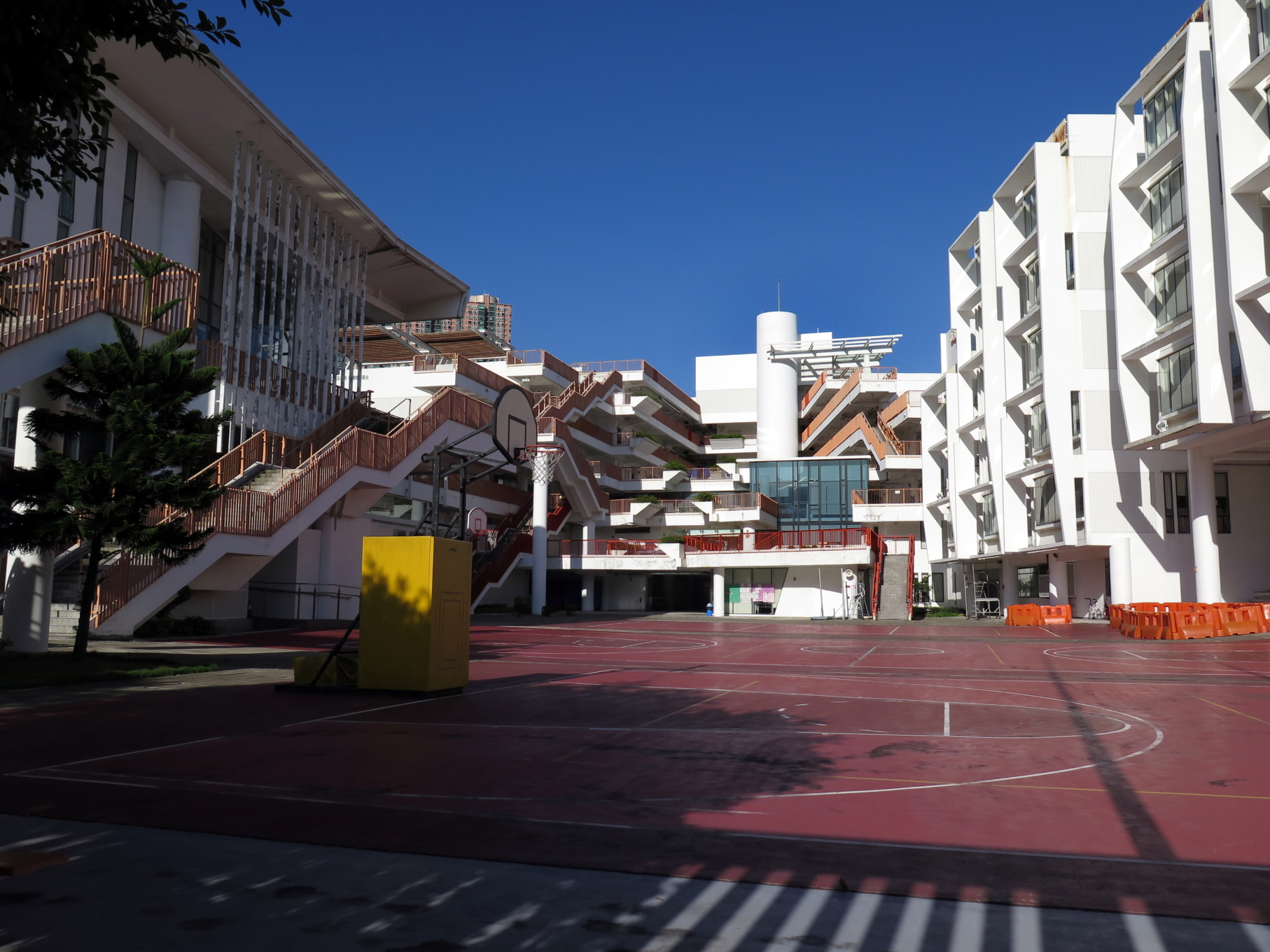
播道書院

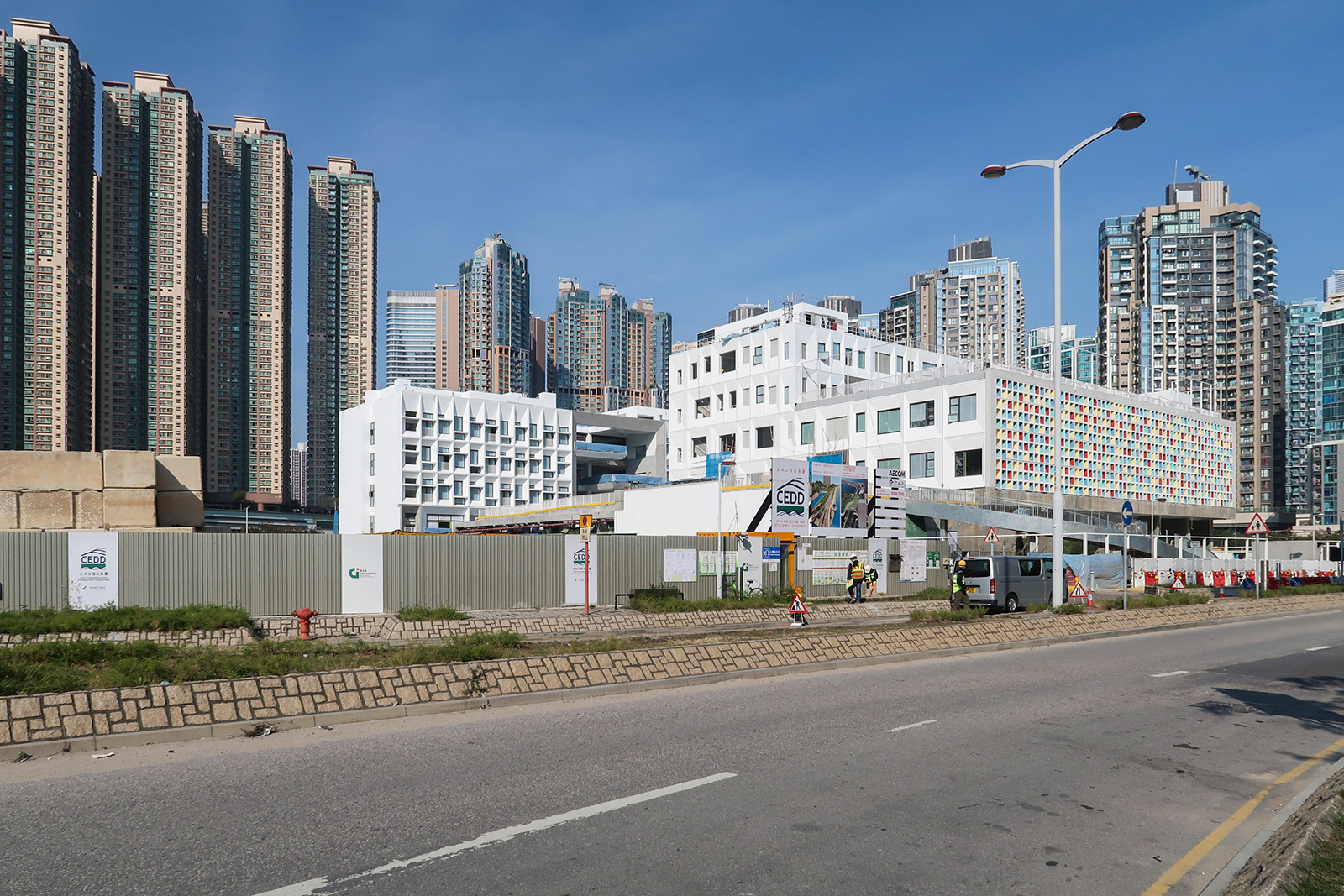
興建中的法國國際學校將軍澳校舍

- 中央大道（預計2018年底收回用地興建，而現時臨時停車場的用地地底擬興建兩層停車場，提供90個貨車及260個私家車車位，但如落實計劃，公園或要分拆兩期興建，整體落成日期最少延遲7年。）
- 怡明邨內面積達5,700平方米的公園
- 將軍澳第65區綜合康樂設施，當中包括室內暖水泳池（擬建）

## 政府大樓
- 將軍澳南服務設施大樓，位於雍明苑旁，設社區會堂、長者服務中心、綜合家庭服務中心，以及特殊幼兒中心等社福中心；
- 將軍澳第67區：設有入境事務處總部，至於將軍澳政府合署和將軍澳第67區聯用綜合大樓則正在興建中。[5]

## 教育
- 將軍澳循道衛理小學
- 播道書院

區內亦有兩幅土地發展國際學校，包括法國國際學校（Victor Segalen Association Limited）。

## 交通
現時將軍澳南只有城巴694S、793、795X、796X、796P、797和N796七條對外巴士線繞經東南部（694S和797祇在早上行走），另外步行到寶邑路或將軍澳站可乘坐更多巴士路線。而區內分別設有兩條公共小巴線連接將軍澳站和調景嶺站。另外，由於區內已有完善單車徑網絡，居民可騎單車到天晉II外的公共單車停泊處停泊，再橫過馬路到將軍澳站轉乘港鐵。